# El Príncipe Pirata
El Príncipe Pirata (海賊王子 Kaizoku Ouji?) es un anime de comedia y aventura creado en 1966 en Japón.
Kid mora en una pequeña isla en medio del Mar Caribe donde pasa la vida en compañía de mascotas y amigos. Sin embargo, un día se entera en el lecho de muerte de su supuesto padre que su verdadero progenitor es el Capitán Morgan, el pirata que domina los siete mares. Kid decide salir en busca de su verdadero padre solo para enterarse de la muerte de este. Como es de suponer los demás piratas se disputan el liderazgo dejado por el difunto, siendo el más codicioso uno llamado Tiger Hook. Para proteger los intereses de su padre, Kid se hace cargo de la nave que le perteneciera en vida y lo acompañará una tripulación muy cómica integrada por un mono, una gaviota, una chica, un anciano y un par de tontos marinos.